# The Crystals
The Crystals fue un grupo musical femenino estadounidense.

## Trayectoria
El grupo fue el primero del sello discográfico de Phil Spector, Philles Records, sentando bases como productora de numerosos miembros destacados del panorama musical.
El primer éxito lo consiguieron con la canción "There's No Other (Like My Baby)", que en 1962 sería el primer sencillo en alcanzar el millón de copias. Igualmente exitoso fueron los temas del mismo año "Uptown" y "He's A Rebel", que alcanzaría el número 1 y fue compuesto por Gene Pitney (para la cual Darlene Love fue la cantante principal). 
A partir de 1964 comenzó el declive y en 1966 el cuarteto se disolvió. 
En 1965 The Beach Boys hicieron una adaptación de su canción "Then He Kissed Me" comercializándolo bajo el título "Then I Kissed Her" en el álbum Summer Days (and Summer Nights!!). En 1977 fue Kiss quienes hicieron una versión con el título "Then He Kissed Me" en su álbum Love Gun.
En 2005 fueron incluidas en el Salón de la Fama de los Grupos Vocales.

## Integrantes
- Barbara Alston
- Delores "Dee Dee" Kennibrew (nacida en 1945 como Delores Henry)
- Mary Thomas
- Merna Girard
- Patricia "Patsy" Wright
- Dolores "LaLa" Brooks (nacida el 20 de junio de 1947)
- Darlene

## Sencillos
- There's No Other (Like My Baby) 1961 (EE. UU. Puesto 20)
- Uptown 1961 (EE. UU. puesto 13)
- He's A Rebel 1961 (EE. UU. puesto  1, RU puesto 19)
- He's Sure The Boy I Love 1963 (EE. UU. puesto 11)
- Da Doo Ron Ron 1963 (EE. UU. puesto 3, RU puesto 5, Alemania puesto 22)
- Then He Kissed Me 1963 (EE. UU. puesto 6, RU puesto 2, Alemania puesto 46)